# Елатери
Елатери – гігроскопічні клітини (або структури, що приєднуються до клітин).  Завдяки такій особливості їх форма буде змінюватися відповідно до зміни вологості в навколишньому середовищі. 

Елатери бувають різних форм, але вони завжди пов'язані зі спорами рослин. У рослин, які не мають насіння, функція елатер полягає у розповсюдженні спор на нове місце.

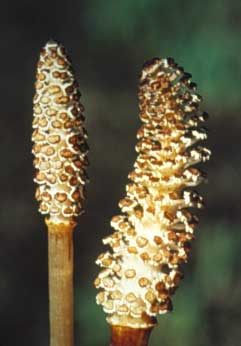
Дозрілі стробіли хвоща польового

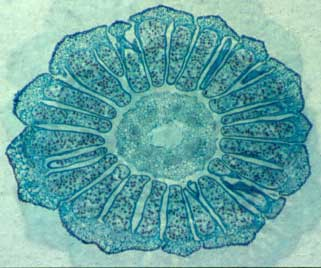
Розтин дозрілої стробіли хвоща, що показує спори з елатерами

У хвощів елатери мають вигляд чотирьох стрічкоподібних виростів до спор. Ці вирости розвиваються із зовнішніго спірального шару спорангію. Під час дозрівання, стрічки відділяються від внутрішньої стінки і залишаються зачіпленими одна за одну. В результаті спори проростають групами, утворюючи хлорофілоносні гаметофіти.

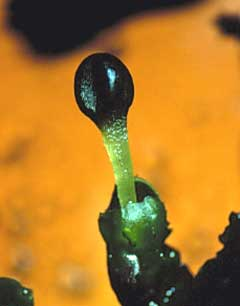
Збільшене зображення дозріваючого спорофіту печіночника

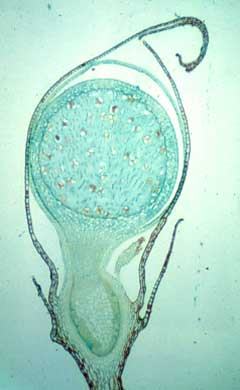
Розтин дозріваючого спорофіту

У печіночників елатерами є клітини, які розвиваються у спорофіті поряд зі спорами. Вони є повними клітинами, як правило, з гвинтовим потовщенням під час дозрівання, що реагує на вміст вологи. 
У антоцеротовидних елатери — це розгалужені скупчення клітин, які розвиваються в спорофіт поряд зі спорами. Клітини повні, як правило, без гвинтових потовщень.